# ألاباد (ميرشكار)
ألاباد هي بلدة في مقاطعة مريشكار في ولاية قشقداريا في أوزبكستان.